# Église Notre-Dame-des-Saints-Anges de Mitry-Mory
L'église Notre-Dame-des-Saints-Anges est une église catholique située 10, avenue Buffon à Mitry-Mory, en France.
Sa construction débute en mars 1932 ; elle est bénie en mai 1933 par Monseigneur Frédéric Lamy. La paroisse est fondée en juillet 1935.

## Localisation
L'église est située dans le département français de Seine-et-Marne, sur la commune de Mitry-Mory, dans le quartier de Mitry-le-Neuf.